# Giovanni Bacis
Giovanni Bacis (Osio Sotto, 8 ottobre 1938) è un ex calciatore italiano, di ruolo difensore.

## Carriera
Fa il suo esordio nella stagione 1956-1957 nella Voluntas Osio Sotto, club della sua cittadina di origine; l'anno seguente gioca nel Campionato Dilettanti con la maglia del Leffe, con cui nella stagione successiva disputa il torneo Interregionale, segnando 3 gol in 34 presenze.
Nell'estate del 1959 viene ceduto al Monza, squadra con cui nella stagione 1959-1960 disputa 3 partite in Serie B. Torna a vestire la maglia dei brianzoli nell'annata 1961-1962, nel corso della quale disputa altre 8 partite in Serie B; nella stagione 1962-1963 segna il suo unico gol della sua carriera in seconda serie disputando 26 partite, mentre nel 1963-1964 scende in campo in 22 occasioni. Durante la stagione 1964-1965, l'ultima in Brianza, totalizza 15 presenze in campionato.
Nell'estate del 1965 cambia maglia e va a giocare in Serie C con la Carrarese: nella stagione 1965-1966 gioca 17 partite, mentre nella stagione 1966-1967 scende in campo in 25 occasioni. Rimane a Carrara per un terzo campionato, nel quale gioca da titolare tutte e 34 le partite in programma. Nel 1968 lascia la Carrarese e va al Sorso, dove nella stagione 1968-1969 gioca 23 partite in Serie D.
In carriera ha giocato complessivamente 74 partite in Serie B, segnandovi una rete.

## Palmarès

### Club

#### Competizioni regionali
- Campionato Dilettanti: 1

Leffe: 1957-1958